# Forchenhügel und Moosleiten
Das Naturschutzgebiet Forchenhügel und Moosleiten liegt im Landkreis Passau und im Landkreis Deggendorf in Niederbayern.
Das etwa 154 ha große Gebiet mit der Nr. NSG-00741.01, das im Jahr 2007 unter Naturschutz gestellt wurde, erstreckt sich südöstlich von Außernzell. Dabei beträgt der Gebietsanteil im Landkreis Deggendorf rund 94 ha und im Landkreis Passau rund 60 ha. Nordwestlich des Gebietes fließt die Kleine Ohe und östlich die Große Ohe, der rechte Hauptstrang-Oberlauf der Gaißa. Südwestlich verläuft die A 3.